# Feruccio Jakomin
Ferruccio Jakomin, slovenski pesnik, * 7. september 1930, Pobegi, † 30. april 1958, Trst
Velja za enega prvih, ki je pisal v istrijanskem narečju slovenskega jezika in se literarnovedno ukvarjal s tem jezikom. 
Rodil se je 7. septembra 1930 v Pobegih pri Kopru. Vas je bila takrat del Italije. Šolal se je na gimnaziji v Kopru in nato v Celju, kjer je opravil maturo. Nadaljeval je študij slavistike na Univerzi v Ljubljani in zatem v Neaplju. Že v letih, ko je obiskoval gimnazijo, je začel pisati poezije in se posvečati kulturi. Preselil se je v Trst, postal je učitelj v Nabrežini in tam ostal do smrti, dokler ga ni naletela prometna nesreča na cesti med Nabrežino in Sesljanom 30. aprila 1956. 
Svoje poezije je začel objavljati v koprski reviji Bori. Ko se je preselil v Trst, je svoja dela objavljal v reviji Mladika, ki je bila pred kratkim ustvarjena. Jakomin je bil eden izmed najpomembnejših sodelovalcev te revije. Pridružil se je Radijskemu Odru v Trstu, sodeloval je z RAI-em na Radiu Trst A in na Slovenskem taboru v Repentabru, kjer je bral svoje poezije. Po njegovi smrti je bila objavljena pesniška zbirka Istrske pesmi. 